# Лий Камп
Лий Камп (на английски: Lee Camp) е американски комик, писател, актьор и политически активист със собствено шоу „Redacted Tonight with Lee Camp“ (Вечерна редакция с Лий Камп) на RT America.
Започва да пише комедии, когато е на 14 години и да представя смешки на сцена пред публика на 19 години. Той също така е откриващият шоуто акт за Джими Фалън, Деръл Хамънд и Трейси Морган. След като се дипломира, се мести да живее в Ню Йорк. През 2005 играе ролята на сервитьор във филма на Гуинет Полтроу „Нарушител на сделката“, официална селекция на филмовия фестивал Сънданс. През същата година той се появява в епизода „В нетрезво състояние“ (сезон 6, епизод 19) от „Закон и ред: Специални разследвания“. Той е активист, привърженик на Окупирай Уол Стрийт и е арестуван за гражданско неподчинение на стъпалата на Конгреса.
Включва се активно в кампанията на Бърни Сандърс за президент.